# Гряда (Вологодская область)
Гряда — деревня в Устюженском районе Вологодской области.
Входит в состав Никифоровского сельского поселения (с 1 января 2006 года по 9 апреля 2009 года входила в Подольское сельское поселение), с точки зрения административно-территориального деления — в Подольский сельсовет.
Расстояние до районного центра Устюжны по автодороге — 23 км, до центра муниципального образования посёлка Даниловское по прямой — 9 км. Ближайшие населённые пункты — Леушино, Мелечино, Подольское.

## Демография
По переписи 2002 года население — 26 человек (10 мужчин, 16 женщин). Всё население — русские.

## Известные жители
Макшеев Алексей Иванович (12.05.1822 - 02.04.1892) - учёный-географ, исследователь Туркестана, генерал-лейтенант русской императорской армии, профессор Николаевской академии Генерального Штаба. Родился в мелкопоместной дворянской семье в селе Гряда Устюженского уезда. Похоронен на кладбище в селе Ильинском (в 3 км от дер. Гряда)
Макшеев Иван Александрович (род. 1783), помещик села Гряда Устюженского уезда, капитан Кексгольмского мушкетерского полка, городничий города Устюжна (1824-1836), прототип городничего из комедии "Ревизор" Гоголя, отец Макшеева Алексея Ивановича. За отличие в кампании 1807 г. при Гейльсберге и Фридланде награждён золотой шпагой с надписью «За храбрость». В 1812 г. в составе Новгородского ополчения участвовал в блокаде Данцига.